# 默里·霍金
默里·霍金（英語：Murray Hocking，1971年5月31日—），澳大利亚男子羽毛球运动员。他曾代表澳大利亚参加1994年、1998年和2002年英联邦运动会羽毛球比赛，其中1994年英联邦运动会获得一枚铜牌。